# Ryszard Cyroń
Ryszard Piotr Cyroń vagy Richard Cyron (Zabrze, 1965. február 11. –) lengyel válogatott labdarúgócsatár.

## Pályafutása

### Klubcsapatokban
1984-tól 1991-ig a Górnik Zabrze csapatában játszott. 196 mérkőzésen lépett pályára, 76 gólt szerzett. A klubbal sorozatban négyszer (1985–1988) megnyerték a lengyel bajnokságot. 1991-ben Németországban, a Hamburg csapatához igazolt. A Hamburg színeiben 13 mérkőzésen 1 gólt szerzett az 1991–92-es Bundesliga-szezonban. 1992. szeptember közepén a Fortuna Düsseldorfhoz került. Itt 1997-ig 131 meccsen kapott lehetőséget, és 47 találat fűződött a nevéhez. A pályafutását a Rot-Weiß Essen csapatában fejezte be a Regionalliga West/Südwestben, a német bajnokság harmadik osztályában.

### A válogatottban
1988-ban kétszer szerepelt a lengyel válogatottban: Románia és Izrael ellen.

## Sikerei, díjai
Górnik Zabrze
- Lengyel bajnok (4): 1985, 1986, 1987, 1988
- Lengyel szuperkupa-győztes (1): 1989